# Barrio Santa María
Barrio Santa María är en ort i Mexiko.   Den ligger i kommunen Toluca och delstaten Mexiko, i den sydöstra delen av landet, 60 km väster om huvudstaden Mexico City. Barrio Santa María ligger 2 808 meter över havet och antalet invånare är 790.
Terrängen runt Barrio Santa María är kuperad åt sydväst, men åt nordost är den platt. Runt Barrio Santa María är det mycket tätbefolkat, med 2 028 invånare per kvadratkilometer. Närmaste större samhälle är Toluca, 6,7 km norr om Barrio Santa María. I omgivningarna runt Barrio Santa María växer huvudsakligen savannskog.